# Côtes de Meuse
Pour l’article homonyme, voir Côtes-de-meuse (IGP).
Les côtes de Meuse sont situées dans l'ouest de la Lorraine. La plus grande partie de cette cuesta fait partie du parc naturel régional de Lorraine.

## Topographie
Au sud se trouvent les plus hauts sommets :
- Moncel-sur-Vair à 454 m ;
- Vaudeville-le-Haut à 451 m ;
- Mont-lès-Neufchâteau à 451 m ;
- Blénod-lès-Toul à 432 m ;
- Mont-l'Étroit à 428 m ;
- Clérey-la-Côte à 427 m ;
- Jubainville à 426 m ;
- le Buisson d'Amanty à 424 m.

De nombreuses buttes-témoins existent également :
- la butte de Montsec (377 m) qui surplombe la plaine de la Woëvre et le lac de Madine de 140 m ;
- la côte Saint-Germain (340 m) près de Dun-sur-Meuse qui domine la forêt de Woëvre et la vallée de la Meuse de 170 m.

## Géologie

Géologie

Les trois grandes entités paysagères de Lorraine sont, d'ouest en est :
- les côtes de Meuse et les côtes de Moselle ;
- le Plateau lorrain ;
- le massif vosgien.

Le relief de l'ouest de la Lorraine, de pente moyenne ascendante vers l'est, correspondant à la fin du Bassin parisien, est formé d'une alternance de vallées et plateaux séparés par des cuestas (reliefs de côtes) de direction sud-nord.
Partant de l'ouest, on distingue successivement : l'Argonne (de l'Albien), la côte des Bar (du Tithonien), les côtes de Meuse (de l'Oxfordien) et enfin les côtes de Moselle (du Dogger et du Lias au sud) qui dépassent les 450 m d'altitude.
Entre côtes de Meuse et côtes de Moselle s'étend la fertile plaine de la Woëvre (argiles du Callovien) large de 25 à 30 kilomètres.
La Meuse et la Moselle coulent vers le nord alternativement dans des plaines argileuses et sur le revers des côtes ; de nombreux étangs et lacs se trouvent à proximité, tel que le lac de Madine.

## Végétation
Les côtes de Meuse présentent les couvertures suivantes :
- des forêts sur plateaux calcaires ;
- des vallons froids ;
- des pelouses sèches.

Le plateau des côtes de Meuse est occupé en grande partie par une hêtraie calcicole favorisée par un climat mi-océanique, mi-continental et par un sol perméable avec taillis sous futaie qui favorise la présence d'autres essences : chênes, charmes, érables, frênes, merisiers, alisiers, etc.
La strate arbustive comporte cornouillers, aubépines, noisetiers, jolibois, fusain.
La strate herbacée développe un tapis d'anémone sylvie au printemps, de pervenche, de muguet en mai, l'ancolie, le Sceau-de-Salomon le long de chemins en juin.
Par endroits, à la forêt se substituent des pelouses calcaires (pacages) dont la composition floristique est riche et variée (graminées, légumineuses, orchidées).
À mi-pente de la côte, l'homme a introduit la culture fruitière. La vigne a été réimplantée, et de nombreux vergers plantés de cerisiers, framboisiers, groseilliers, pommiers, pêchers, poiriers, quelques pruniers donnent des fruits de qualité dont le plus célèbre et le plus important sous les côtes est la mirabelle dont on fait des conserves de fruits, des confitures ou de l'eau de vie.
La plaine de la Woëvre autrefois en grande partie recouverte de forêts de chênes et charmes a été défrichée et draînée et c'est actuellement le domaine de l'élevage bovin et de la culture de céréales : blé, colza, maïs.

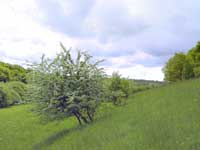
Verger.
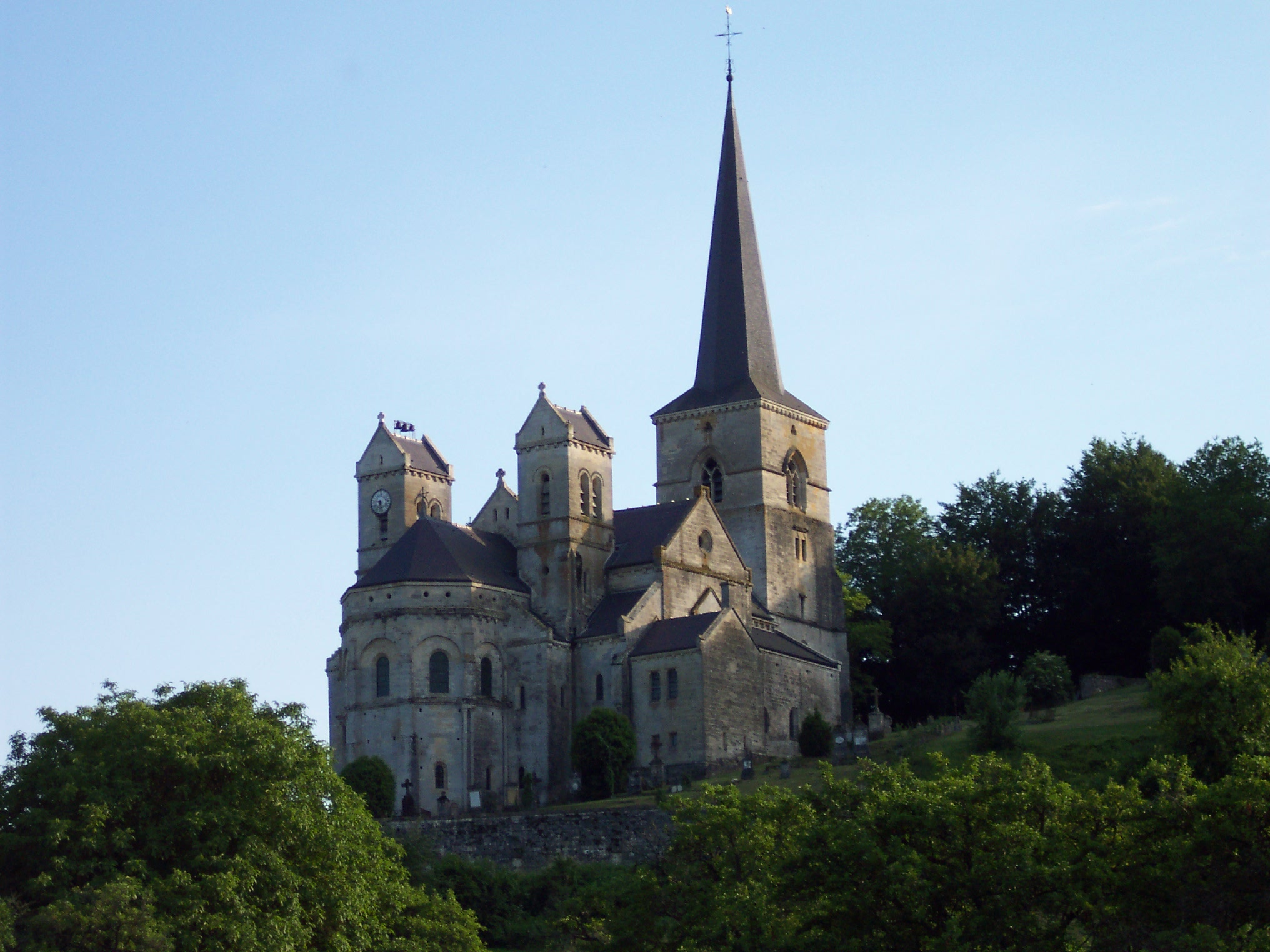
L'église de Mont-devant-Sassey sur le front boisé de la côte de Meuse.
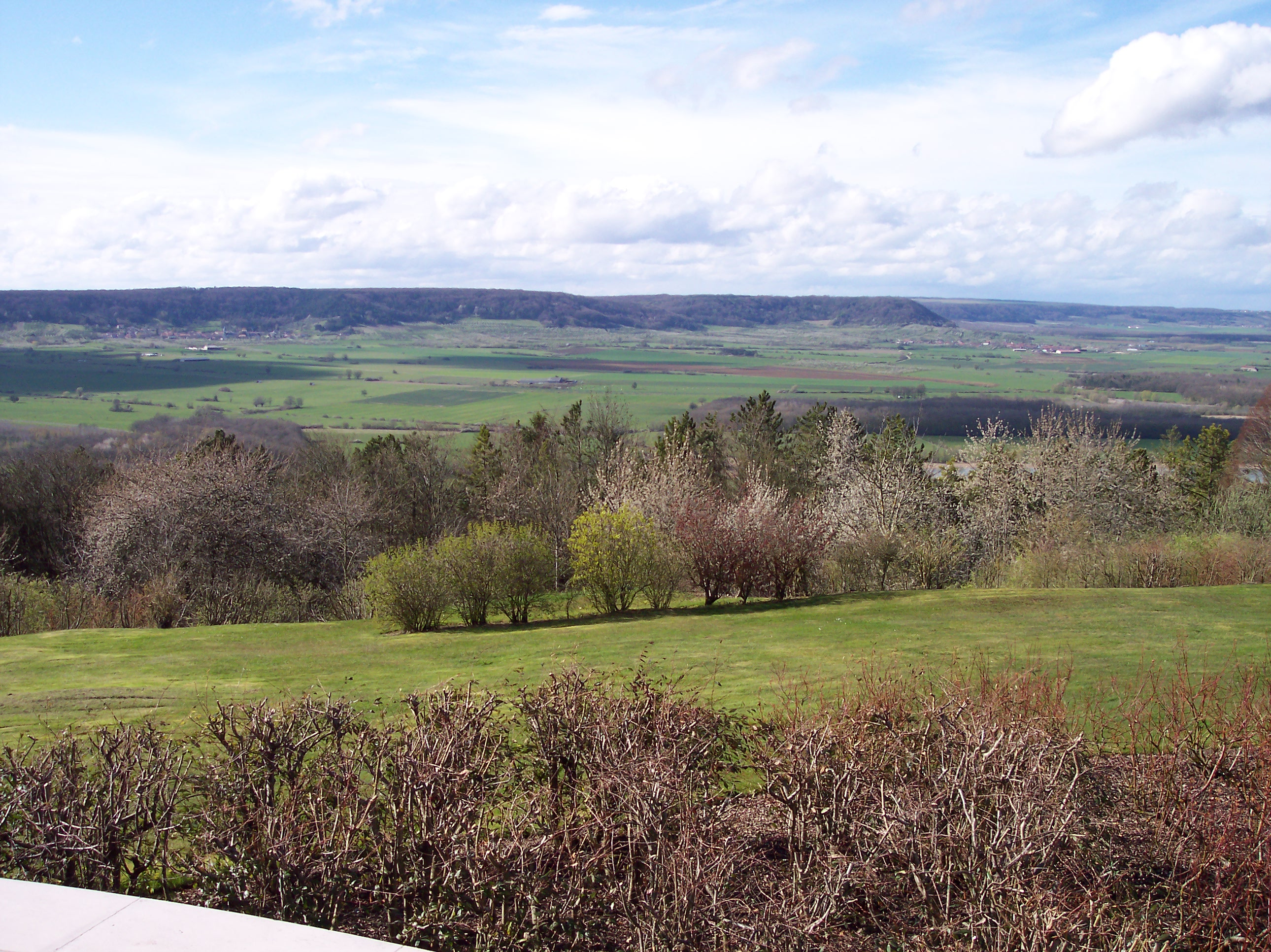
La côte de Meuse depuis la butte de Montsec.
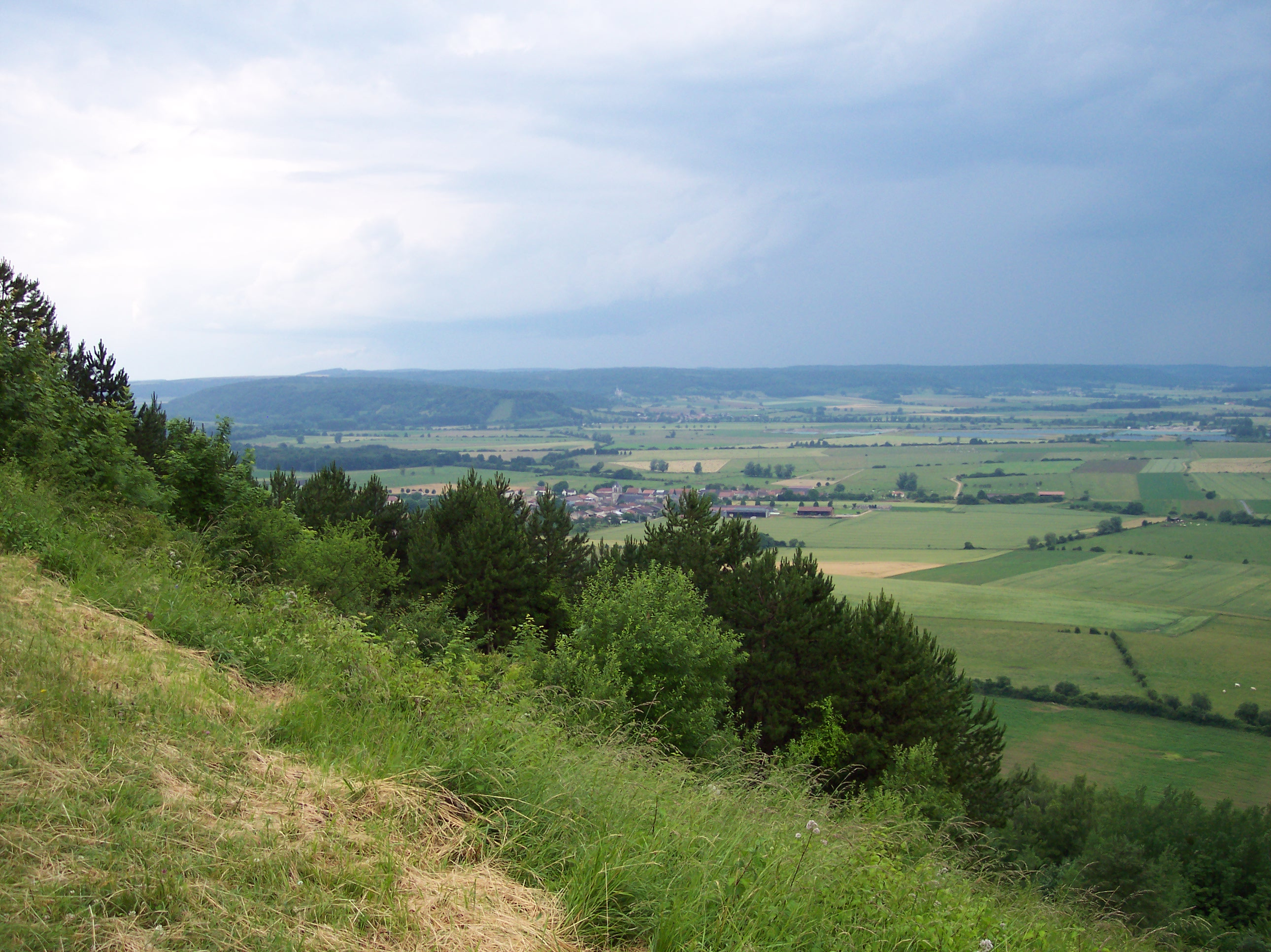
La côte de Meuse vue depuis la côte Saint-Germain (butte-témoin).
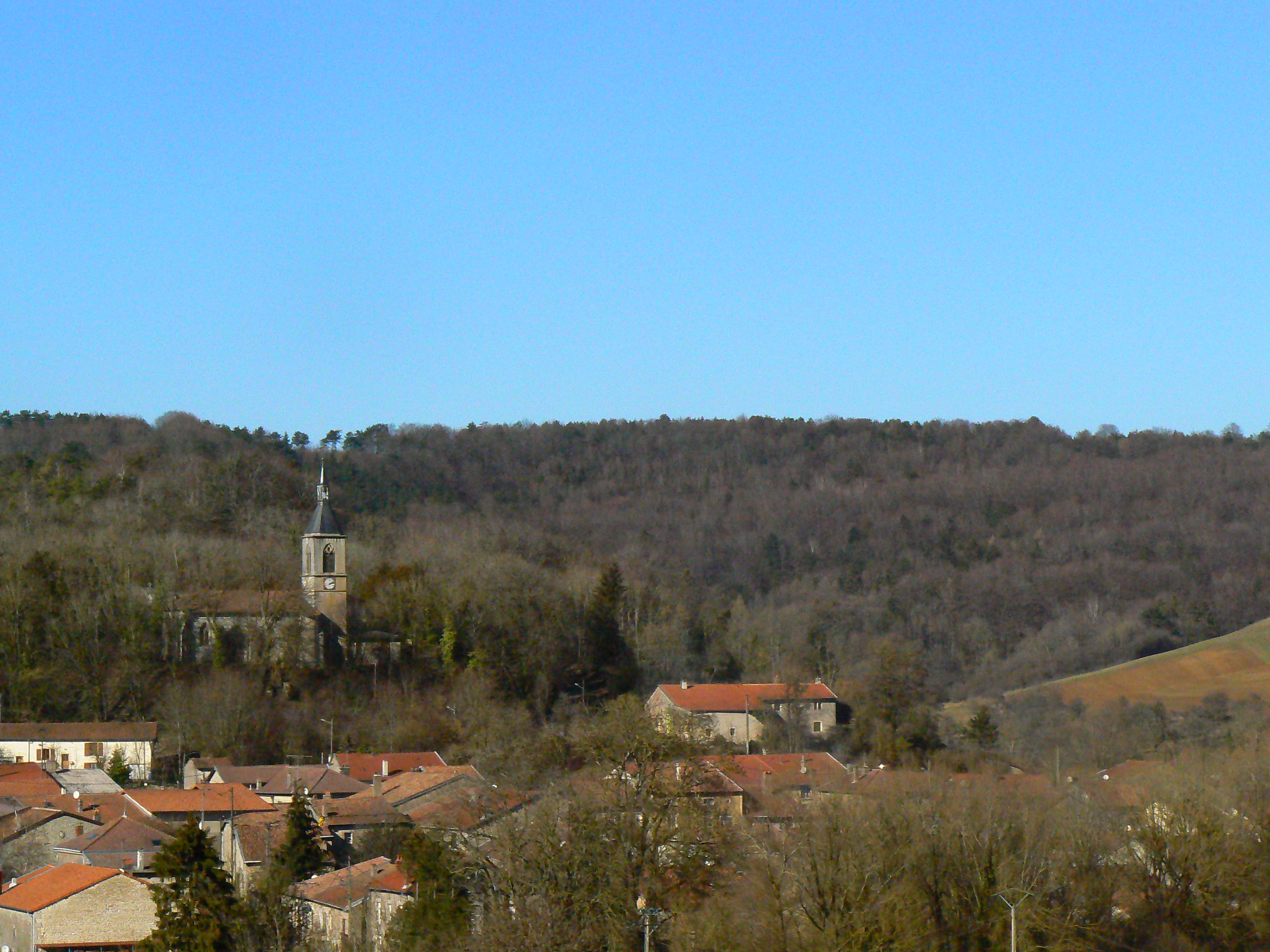
Vallée de la Creuë dans les côtes de Meuse avec l'église dominant le village de Creuë.

## Dans la culture
Un timbre panoramique intitulé « Côtes de Meuse » est émis par La Poste, le 1er juin 1987 : d'une valeur faciale de 3,70 francs, il est de couleur brun-rouge violet.